# Carlos Clarens
Pour les articles homonymes, voir Clarens.
Carlos Clarens (né Carlos Figueredo à La Havane le 7 juillet 1930 et mort d'un arrêt cardiaque le 2 août 1987 à New York) est un écrivain, acteur, photographe de plateau et historien du cinéma américain.

## Biographie
Carlos Clarens étudie l'architecture à l'Université de La Havane, après l'obtention de son diplôme, il se rend à Paris pour étudier l'architecture et les langues, et devient assistant de production des réalisateurs français Jacques Demy et Robert Bresson.
En 1956, il s'installe à New-York puis rédige un ouvrage  sur le cinéma fantastique et le cinéma d'horreur,  An Illustrated History of the Horror Film  publié en 1967 revu augmenté et réédité en 1968 sous le titre  Horror Movies An Illustrated Survey .
Parlant couramment cinq langues, il réalisa de nombreux sous-titrages de films, entre autres La Traviata de Franco Zefirelli. Familier d'Henri Langlois et de la Cinémathèque française, loin de s'intéresser uniquement aux films d'horreur, ses intérêts étaient éclectiques et allaient également au cinéma d'auteur. Il écrit un ouvrage  sur le cinéaste George Cukor.
À son décès, des hommages lui furent rendus au New York's Little Theatre at the Public Theatre, the Academy of Motion Picture Arts and Sciences et à Paris à la Cinémathèque.

## Presse
- Sight and Sound (sur Paris nous appartient de Jacques Rivette par Carlos Clarens et Edgardo Cozarinsky, Initialement paru dans Sight & Sound Vol. XLIII, no 4 Autumn 1974; p. 195-8[4].

## Ouvrages de Carlos Clarens
- (en) An illustrated history of the horror films, New York, Putnam, 1967, 256 p. (OCLC 1129703).
- Horror Movies An Illustrated Survey (Secker & Warburg, London) 1968,  (ISBN 9780436099953), (OCLC 464142).
- Cukor (Cinema One) (Martin Secker & Warburg Ltd) Illustrated Editio) 1976,  (ISBN 9780436099434), (OCLC 3062927).
- Crime Movies An Illustrated History - The Story of the gangster genre in film from D.W. Griffith to The Godfather and beyond  (W W Norton & Co Inc) 1980,  (ISBN 9780393009408), (OCLC 4857962).

## Filmographie
- Assistant de Jacques Demy et de Robert Bresson.
- Photographe de plateau sur Serenity ! et Bathroom (Paul-Hervé Mathis), 1970.

### Acteur
- 1969 : Lions Love d'Agnès Varda : Viva.
- 1976 : Goldflocken (Flocons d'or) de Werner Schroeter.
- 1977 : Les Apprentis Sorciers d'Edgardo Cozarinsky : Pancho.